# Broyeur à axe horizontal

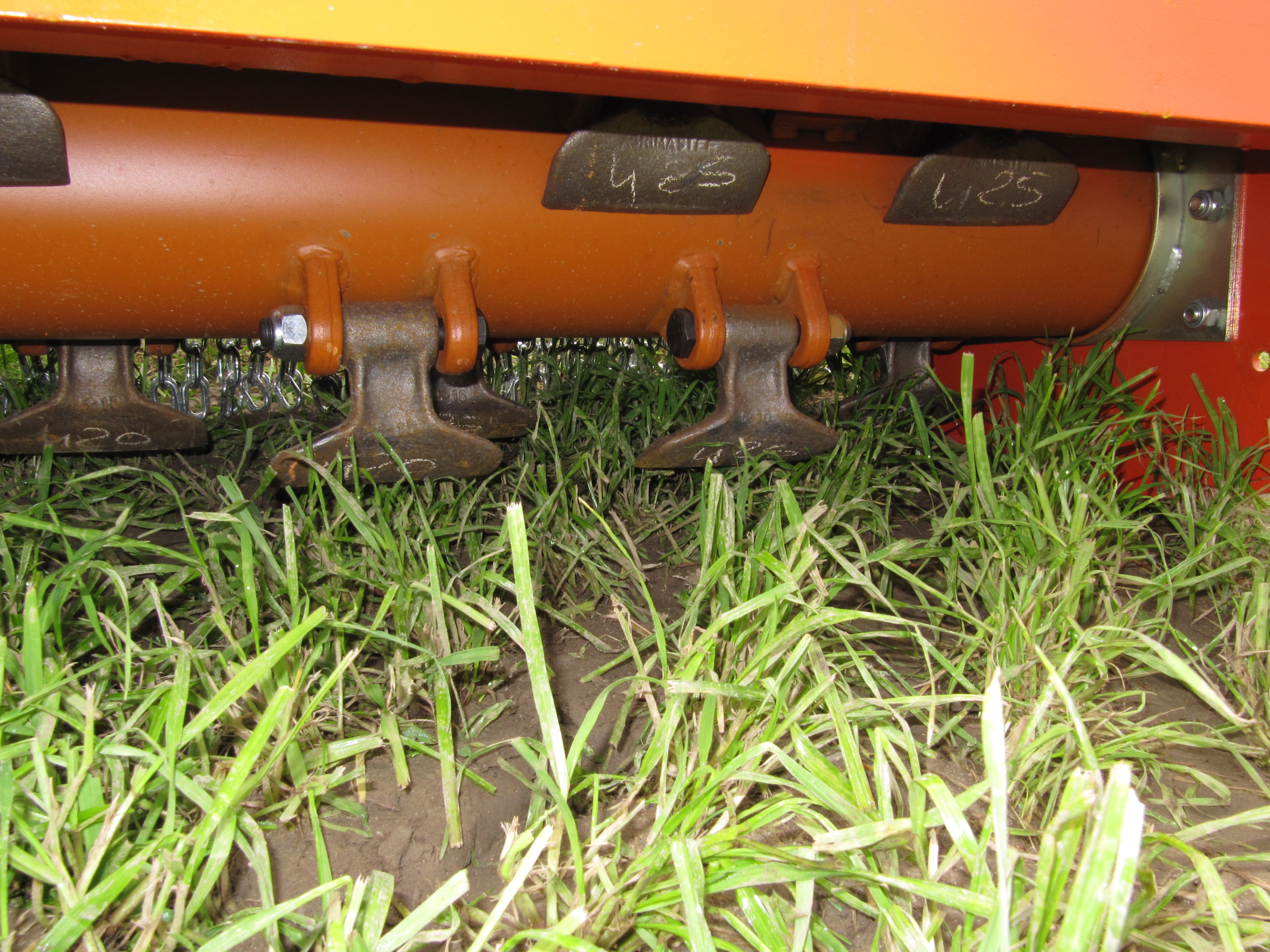
Détail des couteaux montés sur le rotor d'un broyeur à axe horizontal.

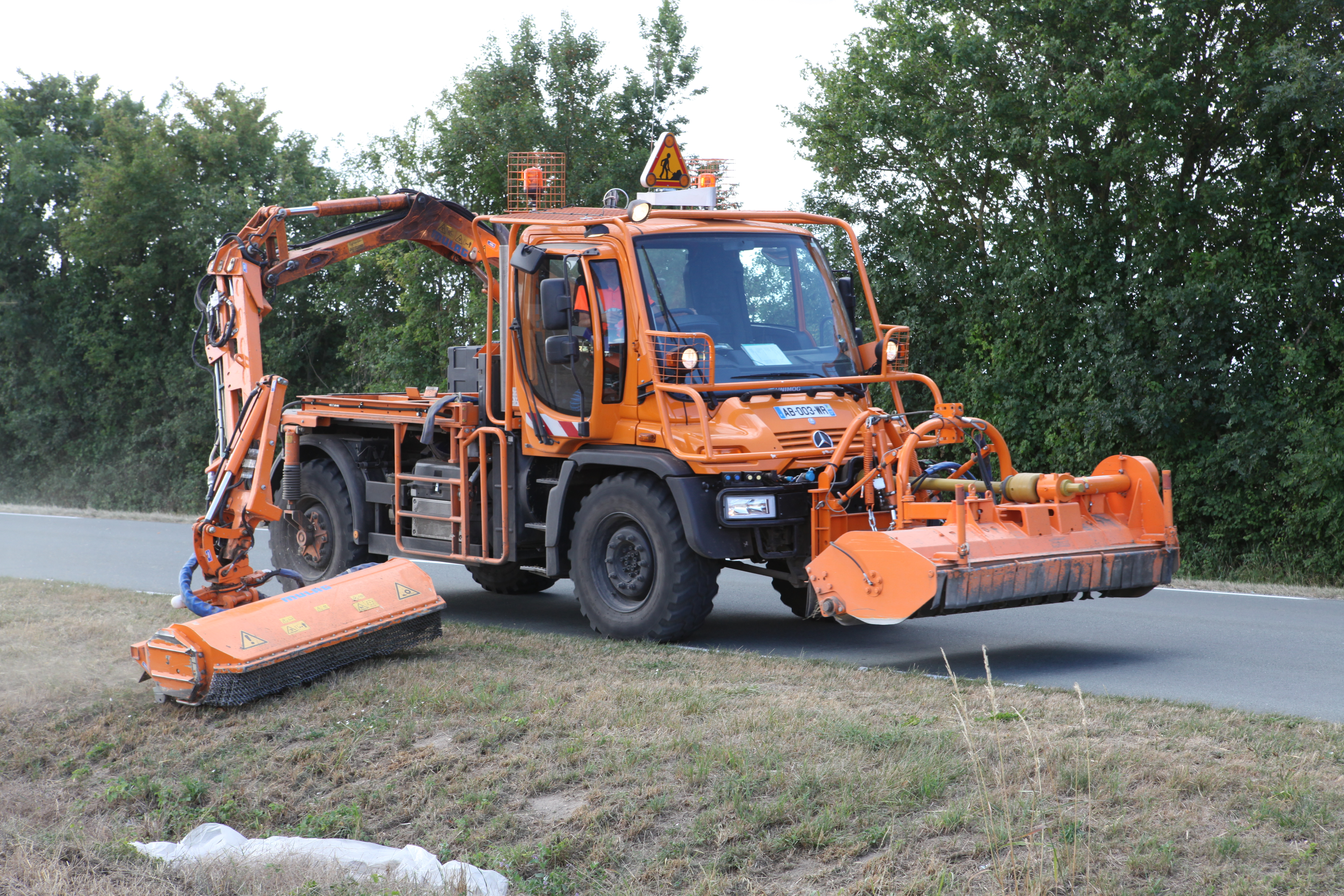
Unimog

Un broyeur à axe horizontal, faucheuse à fléaux ou rotobroyeur est un outil adaptable sur tout véhicule agricole ou forestier muni d'une prise de force, servant à nettoyer une jachère, à débroussailler une friche ou le bas-côté des routes, en coupant et en broyant les végétaux. Il ne doit pas être confondu avec le gyrobroyeur.

## Types
Le broyeur peut-être tracté derrière un tracteur agricole ou bien animé par des petits engins de nettoyage spécialisés ou suspendu au bout d'un bras mécanique pour le nettoyage des bas-côtés d'une route (épareuse). Il repose sur le sol par l'intermédiaire de patins, de roue(s), ou bien d'un rouleau.

## Fonctionnement
La prise de force du tracteur actionne l'axe horizontal d'un boitier de transmission qui transmet le mouvement de rotation à un arbre horizontal qui actionne un ensemble de courroie qui transmettent le mouvement au rotor. Sur ce rotor, sont fixés des couteaux en T ou en Y.

## Constructeurs
Le marché du broyeur à axe horizontal est alimenté par de nombreux constructeurs dont voici une liste non exhaustive :
- Acma
- Agram
- Agrator
- Agric
- Agridis
- Agrimag
- Agrimaster
- Alpego
- Becchio
- Berti
- Bomford
- Bouchard
- BVL
- Caroni
- Carroy Giraudon
- Celli
- Cemia
- Chabas
- Cortese
- Dairon
- Dario
- Del Morino
- Denis CIMAF
- Desvoys
- Dragone
- Dücker
- Falc
- Falco Nero
- Ferrand
- Ferri
- Fischer
- Franquet
- Gard
- Gaspardo
- Geo
- Gregoire agri
- Gyrax
- Howard
- Humus
- John Deere
- Joskin
- Kuhn
- Kverneland
- Lagarde
- Maschio
- Matrot
- Meat
- Moreau
- Muratori
- Muthing
- Nicolas
- Noremat
- Norevert
- Omarv
- Palladino
- Pegoraro
- Perfect
- Perugini
- Peruzzo
- Promodis
- Quitté
- Quivogne
- Rau Sicam
- REKORD
- Rivière Casalis
- Rotabel
- Rotoram
- Rousseau
- Rumpstadt
- Sauerburger
- Schulte
- Seppi
- Serrat
- Sicma
- Silofarmer
- SMA
- Somega
- Sovema
- Spearhead
- Spitor
- Suire
- Taarup
- Tail'net
- Techmagri
- Tierre
- Tortella
- VDG
- Vigolo
- Vogel&Noot
- Zanon

## Fonctionnement et Utilisations
Le broyeur à axe horizontal, également connu sous le nom de broyeur à fléaux, est un équipement agricole polyvalent conçu pour le broyage de divers matériaux organiques et végétaux. Son fonctionnement repose sur un axe horizontal qui tourne à grande vitesse, généralement alimenté par la prise de force d'un tracteur ou un moteur indépendant.
Les broyeurs à axe horizontal sont largement utilisés dans l'agriculture pour plusieurs applications essentielles.

### Broyage des résidus de culture
L'un des usages les plus courants des broyeurs à axe horizontal est le broyage des résidus de culture après la récolte. Ces machines réduisent les restes de plantes en morceaux plus petits, ce qui facilite leur incorporation dans le sol. Le broyage des résidus de culture contribue à la gestion des déchets agricoles et à l'amélioration de la santé du sol en favorisant la décomposition des matières organiques.

### Entretien des prairies et des pâturages
Les broyeurs à axe horizontal sont également utilisés pour entretenir les prairies et les pâturages. Ils permettent de couper l'herbe et les végétaux indésirables, contribuant ainsi à maintenir un environnement propre et à prévenir la prolifération de mauvaises herbes. De plus, en réduisant la hauteur de l'herbe, ces broyeurs favorisent une meilleure nutrition du bétail en facilitant l'accès à l'herbe fraîche.

### Nettoyage des zones boisées
Dans le domaine de l'entretien des espaces verts et des zones boisées, les broyeurs à axe horizontal sont utilisés pour débarrasser les zones de sous-bois, de buissons et de branches indésirables. Ils aident à prévenir les incendies de forêt en réduisant la densité de la végétation inflammable.

### Préparation du terrain agricole
Les broyeurs à axe horizontal peuvent également être utilisés pour la préparation du terrain agricole. Ils sont efficaces pour niveler le sol, réduire les touffes de végétation, et améliorer la structure du sol avant la plantation.

## Types de Broyeurs à Axe Horizontal
Il existe plusieurs types de broyeurs à axe horizontal, chacun adapté à des applications spécifiques. Certains modèles sont équipés de couteaux, tandis que d'autres sont dotés de fléaux. Les broyeurs peuvent varier en taille et en puissance en fonction des besoins de l'utilisateur.

## Précautions et Sécurité
L'utilisation de broyeurs à axe horizontal nécessite une formation adéquate et le respect de mesures de sécurité strictes. Les utilisateurs doivent être conscients des dangers potentiels liés à ces machines, tels que les projections de débris et les risques de renversement. Il est impératif de suivre les instructions du fabricant et de prendre toutes les précautions nécessaires pour éviter les accidents.

En résumé, les broyeurs à axe horizontal sont des outils essentiels dans l'agriculture et l'entretien des espaces verts. Leur capacité à broyer efficacement divers matériaux organiques les rend polyvalents et précieux pour de nombreuses applications. Cependant, leur utilisation nécessite une formation appropriée et une attention particulière à la sécurité pour éviter les risques potentiels.